# Nils Gustafsson (Rossviksätten)

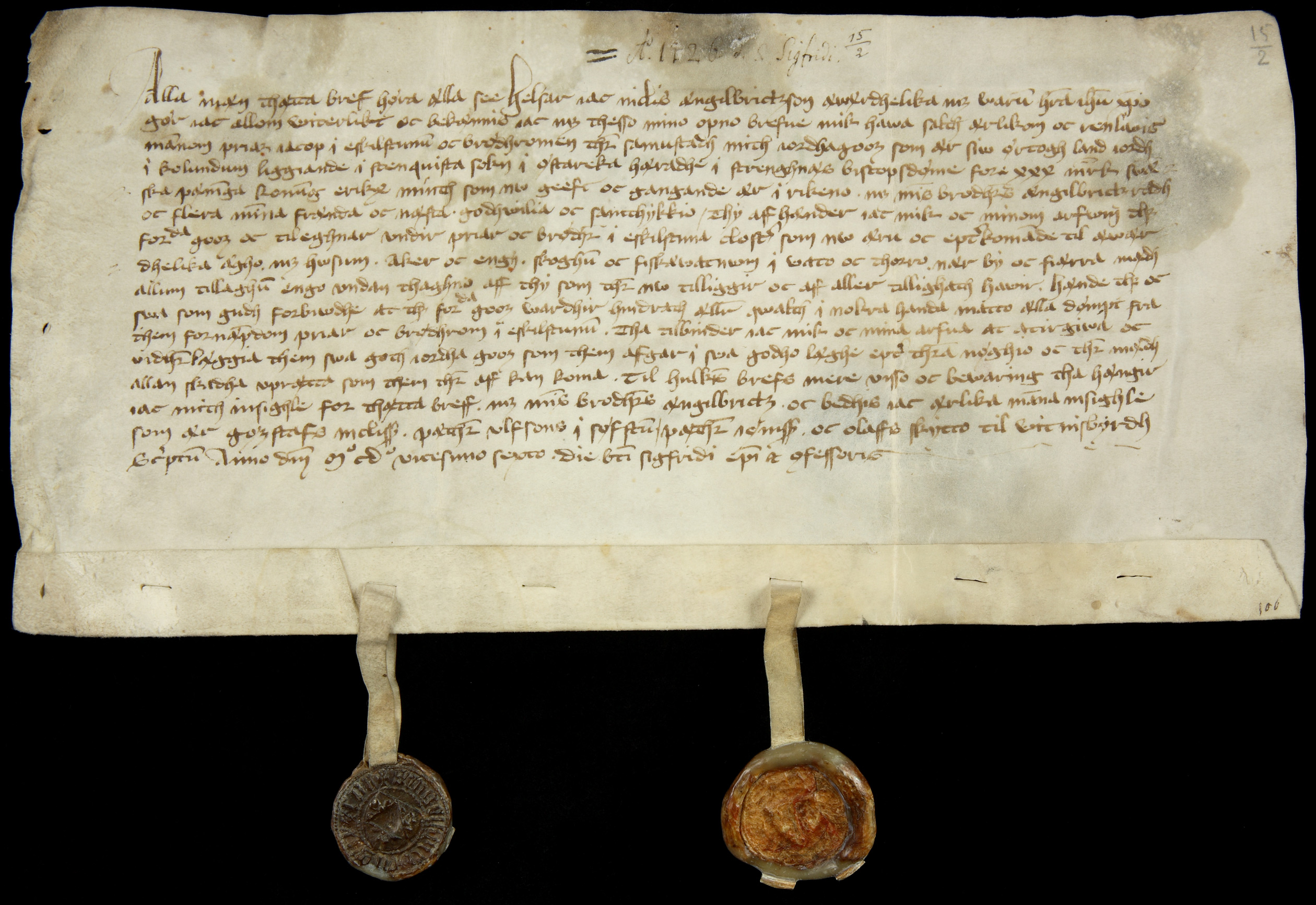
Nils Engelbrektsson säljer 1426 land till Eskilstuna kloster. Svenskt Diplomatarium

Nils Gustafsson, i källorna också benämnd som Nils Gustafsson (båt), död omkring 1440, var ett svenskt riksråd och lagman, tillhörande Rossviksätten. Han förde ett vapen med en båt i skölden. I litteraturen anförs att han förde en båt över en stjärna, men Svenskt Diplomatariums huvudkartotek över medeltidsbreven anger för 1413 (utan dag) en båt, likaledes för 7 december 1421 Båt i sköld och på bilden syns ingen stjärna.
Nils Gustafsson var son till väpnaren Gustaf Folkesson, och modern Märta Anundsdotter tillhörde ätten Puke. Nils Gustafssons sätesgård var Rossvik i Husby-Rekare som han införskaffade 1409, där han nämns som riddare 1410.
Tre år senare blev han riksråd, och var som sådan en av de mest betydande under sin samtid. Samma år han blev riddare förlänades han Umeå och dess laxfiske, och han styrde staden från Korsholms slott i Österbotten under Erik av Pommern, så småningom efterträdd där av sin son Erik Puke (Rossviksätten).
1419 beseglar han ett viktigt dokument, kung Eriks fördrag med Polen:
| ”            | Kung Erik av Danmark, Sverige och Norge bekräftar förbund mellan de nordiska rikena och kung Vladislau av Polen samt storfurste Vitold av Litauen, ingånget i Posen. | „ |
| – sdhk_19299 | |   |

1420 utnämndes Nils Gustafsson till lagman av Uppland. Samma år i september skriver Nils Gustavsson till rådet i Reval och omtalar Erik Puke som sin son Erik. Brevet tycks vara svar på klagomål från Reval att Erik Puke skulle ha skadat revalsk egendom. På detta svarar Nils Gustavsson att han inte haft tillfälle fråga Erik om hur det ligger till. Men denne har berättat för honom att svenske kungens undersåtar blivit slagna och berövade sin frihet i Revalw fria hamn.
Han förnyade de gamla privilegierna som birkarlarna i Piteå hade år 1424. På äldre dagar slog han sig ner i Österby, Tumbo socken, men såsom ägare av jord i Rekare stiftade han bekantskap med Engelbrekt Engelbrektsson som var hans granne där, och Nils Gustafsson deltog med sina krigare i dalahären 1434 och vid mötet med Västmanlands allmoge.
Nils Gustafsson gifte sig 1440 med Birgitta Ottedotter Peccatel. Hon var dotter till riddaren Otte Peccatel, som i slutet av 1300-talet var medlem av vitaliebröderna och efter fredsslutet med drottning Margareta också han innehade Korsholms slott.
Som riksråd ingick Nils Gustafsson i den grupp som avsade sig sin tro och huld till kung Erik av Pommern, och i egenskap av riksråd undertecknade han rådets brev till Tyska orden den 9 juni 1435.
Tillsammans med biskoparna Knut och Tomas, riddarna Nils Erengislesson, Gotskalk Bengtsson (ulf), Nils Erengislesson och Bengt Stensson (Natt och Dag), väpnarna Karl Ormsson (Gumsehuvud), 
Nils Jönsson, Karl Gädda, Matts Ödgislesson Lillie och Johan Karlsson (Färla) var Nils Gustafsson var ett av de svenska riksråd som år 1434 undertecknade en misstroendeklaration mot kung Erik där riksråden avsade sig sin tro och huld till kungen och förklarade honom för rikets fiende.
Hans son, Gustav Nilsson (båt), beseglade 15 februari 1426, tillsammans med Peter Ulfsson i Sövsta,  Engelbrekt Engelbrektsson och Olof Skytte, ett av historiker som Herman Schück och Nils Ahnlund uppmärksammat dokument för Engelbrekts bror Nils Engelbrektsson, häradshövding i Norrbo härad, Västmanland, när han säljer land till Eskilstuna kloster, möjligen en indikation om släktskap, något som fått bland andra Gottfrid Carlsson att anföra att en dotter till Peter Ulfsson i Sövsta kan ha varit gift med Engelbrekt Engelbrektsson, och att stödet från Sörmlandsfrälset avsevärt påverkat Engelbrekts framgångar::
| ”            | Nils Engelbrektsson säljer till prior Jakob i Eskilstuna kloster och bröderna där 7 örtugland jord i Kolunda i Stenkvista socken i Österrekarne för 30 mark svenska penningar. Försäljningen sker med brodern Engelbrekts råd och flera fränders samtycke. Brevutfärdaren, brodern Engelbrekt, Gustav Nilsson, Peter Ulfsson i Söfsta (Stenkvista socken), Peter Jönsson och Olof Skytte beseglar. | „ |
| – sdhk_20626 | |   |

I det sammanhanget har Bengt Hildebrand lyft fram, att Nils Gustavssons sätesgård Rossvik var belägen i Husby-Rekarne socken, och i samma socken låg Esbjörn Blåpannas hustrus Katarina Nilsdotters, via fadern Nils Larssons, ärvda gårdar Mörby, Rosendal och Ökna, en trakt där motståndet mot de tyska fogdarna var starkt under 1360-talet, när Sundabyhus föll.
I egenskap av riksråd undertecknade Nils Gustafsson rådets brev till Tyska orden den 9 juni 1435, och han överlevde sin son Erik Puke (Rossviksätten)s avrättning år 1437. 
.